# Autoestrada A4
L'Autoestrada A4 è un'autostrada portoghese lunga 246 kilometri che parte da Matosinhos, nel distretto di Porto, e arriva al confine con la Spagna, presso Quintanilha.

## Storia
La sua costruzione iniziò nel 1990, per i primi 60 kilometri tra Porto e Amarante. Nel 2013 è stata estesa da Braganza al confine con la Spagna.

## Galleria Marão
La galleria Marão è stata aperta al traffico nel 2016 ed è la galleria stradale più lunga del Portogallo.